# The Who by Numbers
The Who By Numbers är ett musikalbum av den brittiska rockgruppen The Who, utgivet 1975. Musikaliskt så är detta en mer nedtonad skiva än dess föregångare. Textmässigt präglas skivan starkt av Pete Townshends 30-årskris, och det är antagligen detta som albumet är mest ihågkommet för. Från skivan blev "Squeeze Box" en mindre singelhit.

## Låtlista
Samtliga låtar skrivna av Pete Townshend, om annat inte anges.

### Sida 1
1. "Slip Kid" - 4:31
2. "However Much I Booze" - 5:01
3. "Squeeze Box" - 2:43
4. "Dreaming From the Waist" - 4:06
5. "Imagine a Man" - 4:00

### Sida 2
1. "Success Story" (John Entwistle) - 3:20
2. "They Are All in Love" - 3:00
3. "Blue, Red and Grey" - 2:46
4. "How Many Friends" - 4:05
5. "In a Hand or a Face" - 3:24

## Medverkande
- Roger Daltrey - sång, munspel
- Pete Townshend - gitarr, keyboards, ukulele,sång
- John Entwistle - elbas, keyboards, sång
- Keith Moon - trummor
- Nicky Hopkins - piano, keyboards
- Dave Arbus - fiol